# Marion Kische
Marion Kische (n. 30 martie 1958, Dresda, RDG) este o gimnastă artistică ce a reprezentat Republica Democrată Germană, medaliată olimpică. A participat la o ediție a Jocurilor Olimpice (1976) în care a câștigat o medalie de bronz.

## Participări
Lista de mai jos prezintă principalele competiții la care a participat Marion Kische de-a lungul carierei.
- gymnastics at the 1976 Summer Olympics – women's artistic team all-around[*]